# 555 California Street
La Bank of America Center ou 555 California Street est un gratte-ciel situé à San Francisco, aux États-Unis.